# Billy le Kid (film, 1930)
Pour les articles homonymes, voir Billy the Kid (homonymie).
Pour plus de détails, voir Fiche technique et Distribution.
Billy le Kid (Billy the Kid) est un film américain réalisé par King Vidor, sorti en 1930.

## Synopsis
Dans une vallée du Far-West, dirigée par le colonel Donovan, un propriétaire tyrannique et sans scrupules, Billy le kid arrive à point pour prendre la défense de nouveaux arrivants.

## Fiche technique
- Titre français : Billy le Kid[1]
- Titre original : Billy the Kid
- Réalisation : King Vidor
- Scénario : Wanda Tuchock, d'après le livre The Saga of Billy the Kid de Walter Noble Burns
- Dialogues : Laurence Stallings et Charles MacArthur
- Direction artistique : Cedric Gibbons
- Costumes : David Cox
- Photographie : Gordon Avil
- Montage : Hugh Wynn
- Musique : Fritz Stahlberg
- Production : King Vidor et Irving Thalberg
- Affiche : Frank Walts[2]
- Société de production : Metro-Goldwyn-Mayer Corporation
- Société de distribution : Metro-Goldwyn-Mayer Distributing Corporation
- Pays d'origine :  États-Unis
- Langue originale : anglais
- Lieux de tournage[3] :
  - Gallup, Nouveau-Mexique
  - Parc national du Grand Canyon, Arizona
  - Porter Ranch, Northridge (Los Angeles), Californie
- Format : Noir et blanc - Son mono (Western Electric Sound System)
  - version 70 mm (Realife) — 2,13:1
  - version 35 mm —1,20:1
- Durée : 95 minutes
- Genre : Western
- Date de sortie : 
  - États-Unis : 17 octobre 1930 (première à New York)
  - France : 29 septembre 1933[1]

## Distribution
- Johnny Mack Brown : William H. Bonney, alias Billy le Kid
- Wallace Beery : Shérif adjoint Pat Garrett
- Kay Johnson : Claire Randall
- Karl Dane : Swenson
- Wyndham Standing : John W. Tunston[4]
- Russell Simpson : Angus McSween[5]
- Blanche Frederici : Mme McSween
- Roscoe Ates : « Old Stuff »
- Warner P. Richmond : Bob Ballinger
- James A. Marcus : Colonel William P. Donovan
- Nelson McDowell : Track Hatfield
- Jack Carlyle : Dick Brewer
- John Beck : Butterworth
- Christopher Martin : Don Esteban Santiago
- Marguerita Padula : Nicky « Pinky » Whoosiz
- Aggie Herring : Mme Emily « Emmy » Hatfield

Actrices non créditées :
- Frank Hagney : Bert Grant
- Soledad Jiménez : la mère de Santiago
- Sarah Padden : Mme Foster

## Autour du film
Il s'agit d'un des premiers films à mettre en scène Billy le Kid,. À l'instar d'autres films, le personnage est présenté comme un homme humain, sympathique et séduisant.